# Роза (филм)
Вижте пояснителната страница за други значения на Роза.
„Роза“ (на македонска литературна норма: „Роза“) е документален филм от Република Македония от 2000 година на режисьорката Мая Младеновска.